# Santa Ana (Entre Ríos)
Santa Ana é um município da província de Entre Ríos, na Argentina.